# Darevskia chlorogaster
Darevskia chlorogaster är en ödleart som beskrevs av  George Albert Boulenger 1908. Darevskia chlorogaster ingår i släktet Darevskia och familjen lacertider. IUCN kategoriserar arten globalt som livskraftig. Inga underarter finns listade i Catalogue of Life.
Denna ödla förekommer i Iran vid södra Kaspiska havet. En avskild population finns lite längre inåt landet. Arten lever i låglandet och i bergstrakter upp till 1500 meter över havet. Den vistas i skogar med gräs och buksar som underbegetation. Ödlan kan klättra på klippor och på trädens lägre delar. Honor lägger 3 till 10 ägg per tillfälle.
Regionala bestånd hotas av skogsröjningar. Hela populationen minskar men den bedöms fortfarande som stor. IUCN kategoriserar arten globalt som livskraftig.